# Lazar Lukić
Lazar Lukić (Belgrado, 13 oktober 1981) is een Servisch voetbalscheidsrechter. Hij was in dienst van FIFA en UEFA tussen 2021 en 2023. Ook leidt hij sinds 2015 wedstrijden in de Superliga.
Op 22 augustus 2015 leidde Lukić zijn eerste wedstrijd in de Servische nationale competitie. Tijdens het duel tussen Spartak Subotica en FK Metalac (0–3) trok de leidsman driemaal de gele kaart. In Europees verband debuteerde hij op 22 juli 2021 tijdens een wedstrijd tussen Sjachtsjor Salihorsk en Fola Esch in de tweede voorronde van de UEFA Europa Conference League; het eindigde in 1–2 en Lukić trok vijfmaal een gele kaart. Zijn eerste interland floot hij op 7 september 2023, toen Bulgarije met 0–1 verloor van Iran door een doelpunt van Mohammad Mohebi. Tijdens dit duel gaf Lukić vijf gele kaarten.

## Interlands
| Datum            | Plaats             | Wedstrijd        | Uitslag | Competitie        | Kreeg geel | Kreeg voor de tweede keer geel en dus rood | Weggestuurd |
| ---------------- | ------------------ | ---------------- | ------- | ----------------- | ---------- | ------------------------------------------ | ----------- |
| 7 september 2023 | Plovdiv, Bulgarije | Bulgarije – Iran | 0 – 1   | Vriendschappelijk | 5          | 0                                          | 0           |